# Шове, Иеремия
Иеремия Шове (нем. Jeremias Chauvet; 1619 — 13 августа 1699, Целле, Люнебург) — брауншвейг-люнебургский (1685) и саксонский (1693) генерал-фельдмаршал.

## Биография
Предположительно родился в Лотарингии. Приехал в Целле, резиденцию герцогов Брауншвейг-Люнебурга, вместе с Элеонорой д’Ольбрёз, будущей женой владетельного герцога Георга Вильгельма. В 1670 году он был полковником и начальником 2-го эскадрона 3-го Кавалерийского полка, в 1674 году — генерал-майором, в 1675 — генерал-лейтенантом. Он сражался под командованием герцога Гольштейн-Плёнского в битве при Энсисеме против войск маршала Франции Тюренна, командуя левым крылом армии. В 1675 году он сражался в битве при Концер Брюке около Трира, и сумел завоевать Саарбрюккен. Он также участвовал в походе против Бремен-Вердена и успешно осаждал Штаде. Во время Великой войны с турками в 1685 году он командовал ганноверскими войсками в битве при Гране и при осаде Нойхейзеля. Вернувшись в 1690 году на саксонскую службу, он был командирован в Люксембург для наблюдения за французской армией.
11 мая 1693 года Иеремия Шове стал саксонским генерал-фельдмаршалом. При курфюрсте Иоганне Георге IV он командовал саксонскими войсками во время войны за Пфальцское наследство. Затем Шове предложил ряд военных реформ, которые были отвергнуты другими генералами, и в знак протеста уволился со службы несмотря на то, что курфюрст не был расположен его отпускать. После этого Шове некоторое время проживал, как частное лицо, во Франкфурте-на-Майне, но через некоторое время вернулся к Брауншвейг-Люнебургскому двору в Целле, где получил пожизненную пенсию. Фельдмаршал Иеремия Шове скончался в Целле и там же был похоронен.
Поскольку герцогство Брауншвейг-Люнебург позднее стало ядром королевства Ганновер, Иеремия Шове часто считается ганноверским фельдмаршалом.